# França nos Jogos Paralímpicos de Verão de 2012
A França participou dos Jogos Paralímpicos de Verão de 2012, que aconteceram na cidade de Londres, no Reino Unido.

## Medalhistas
| Atleta           | Esporte                   | Evento                          | Medalha |
| ---------------- | ------------------------- | ------------------------------- | ------- |
| Souhad Ghazouani | Levantamento de peso      | Até 67.5 kg feminino            | Ouro    |
| David Smetanine  | Natação                   | 50 metros livre masculino - S4  | Prata   |
| Stephane Houdet  | Tênis em cadeira de rodas | Simples masculino               | Prata   |
| David Smetanine  | Natação                   | 100 metros livre masculino - S4 | Bronze  |

## Desempenho

### Levantamento de peso
Masculino
| Atletas       | Evento | Resultado | Posição |
| ------------- | ------ | --------- | ------- |
| Patrick Ardon | -48 kg | 146,0     | 6º      |

Feminino
| Atletas          | Evento   | Resultado | Posição |
| ---------------- | -------- | --------- | ------- |
| Souhad Ghazouani | -67.5 kg | 146,0     |         |

### Natação
Masculino
| Atletas          | Evento                | Preliminares | Preliminares | Final     | Final   |
| Atletas          | Evento                | Marca        | Posição      | Marca     | Posição |
| ---------------- | --------------------- | ------------ | ------------ | --------- | ------- |
| David Smetanine  | 50 metros livre - S4  | 38s97 Q      | 2º           | 38s75     |         |
| Charles Rozoy    | 50 metros livre - S8  | 27s77 Q      | 6º           | 27s80     | 8º      |
| Sami El Gueddari | 50 metros livre - S9  | 26s39 Q      | 5º           | 26s32     | 5º      |
| David Smetanine  | 100 metros livre - S4 | 1min24s66 Q  | 1º           | 1min25s76 |         |

Feminino
| Atletas          | Evento                   | Preliminares | Preliminares | Final     | Final   |
| Atletas          | Evento                   | Marca        | Posição      | Marca     | Posição |
| ---------------- | ------------------------ | ------------ | ------------ | --------- | ------- |
| Stephanie Douard | 200 metros medley - SM11 | 3min12s09 Q  | 8º           | 3min12s44 | 8º      |

### Tênis em cadeira de rodas
Masculino
| Atleta          | Evento  | Fase de 64                  | Fase de 32              | Oitavas                    | Quartas                          | Semifinal                   | Final                     | Pos.             |
| Atleta          | Evento  | Adversário resultado        | Adversário resultado    | Adversário resultado       | Adversário resultado             | Adversário resultado        | Adversário resultado      | Pos.             |
| --------------- | ------- | --------------------------- | ----------------------- | -------------------------- | -------------------------------- | --------------------------- | ------------------------- | ---------------- |
| Stephane Houdet | Simples | THA S. Khlongrua V 6-1, 6-0 | BRA M. Pomme V 6-2, 6-1 | NED T. Egberink V 6-2, 6-2 | ARG G. Fernandez V 6-1, 1-6, 6-1 | NED M. Scheffers V 6-3, 6-2 | JPN S. Kunieda D 4-6, 2-6 | Medalha de prata |